# Marmoralka
För släktet Brachyramphus, se marmoralkor
Marmoralka (Brachyramphus marmoratus) är en hotad nordamerikansk fågel i familjen alkor inom ordningen vadarfåglar. Unikt för familjen häckar den långt från kusten i träd.

## Utseende
Marmoralkan är en satt alka med en kroppslängd på 25 cm. I häckningsdräkt är den mörkbrun ovan, undertill kraftigt fläckad. Vinterdräkten är istället svartvit, där ovansidan är grå med vita skapularer och undersidan vit med mörka teckningar på bröstsidan. På huvudet syns mörka örontäckare och en vitaktig ögonring. Ungfågeln liknar den adulta i vinterdräkt, men har mörkare skapularer och är mörkfläckad under.

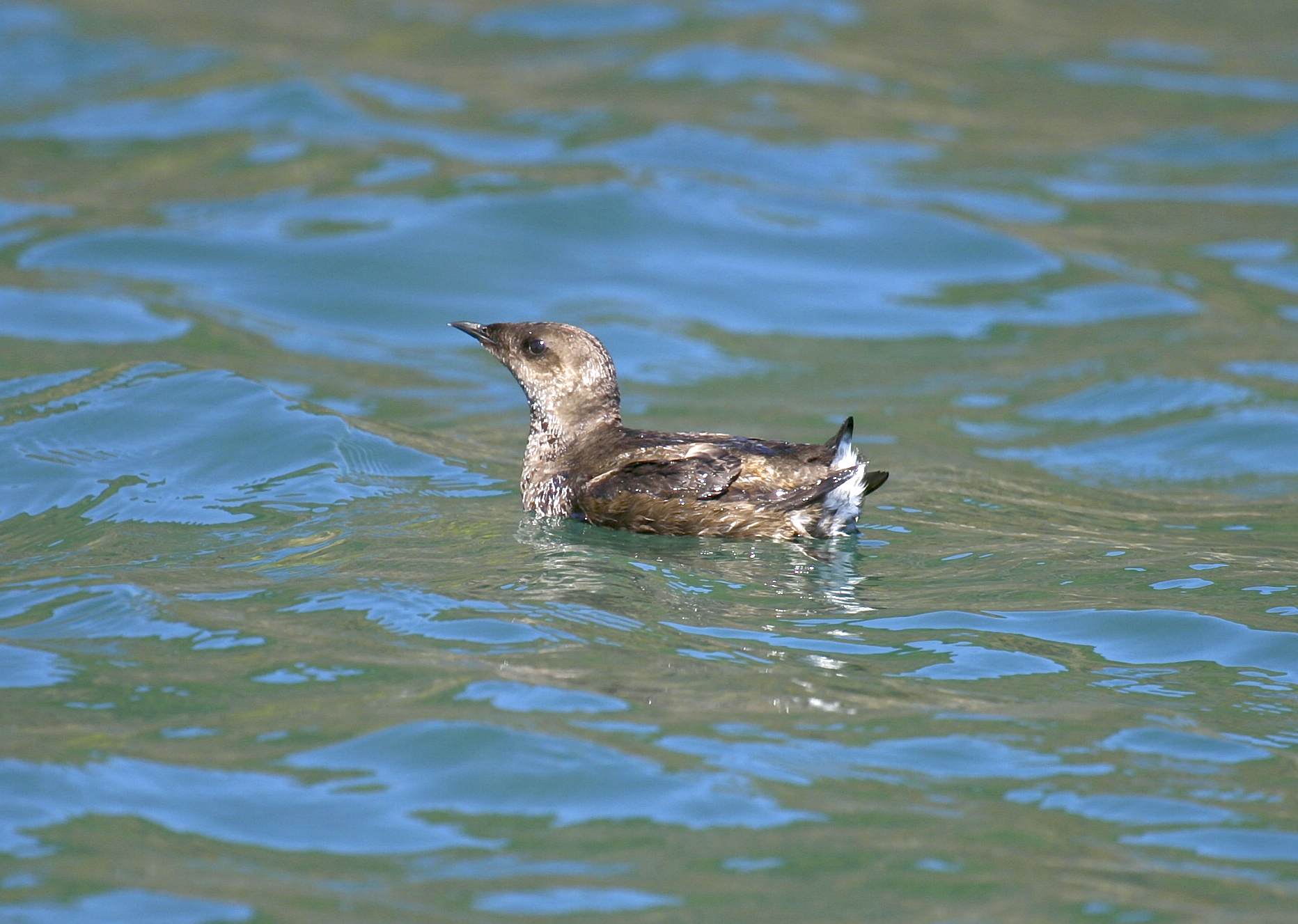
Marmoralka i häckningsdräkt.

Liknande brunalkan är ljusare och har vita yttre stjärtpennor och kortare näbb. I vinterdräkt är ansiktet vitare. Vidare syns vita spetsar på armpennorna och ett nästan fullständigt bröstband.
Mycket lika långnäbbad marmoralka, tidigare behandlad som en underart, har just längre näbb, men också vit ögonring samt är större och 20 % tyngre. I häckningsdräkt är strupen blek och fjällmönstret är svagare. I vinterdräkt saknar den det vita halsbandet som marmoralkan har.

## Utbredning och systematik
Marmoralkan förekommer från västra Aleuterna och Alaska till centrala Kalifornien. Den behandlas som monotypisk, det vill säga att den inte delas in i några underarter. Tidigare behandlades dock långnäbbad marmoralka som underart till marmoralka, men genetiska studier har visat att den står närmare brunalka.

## Levnadssätt
Marmoralkan häckar unikt i träd i gammal skog upp till 60 km inåt land, men i norra delen av utbredningsområdet också på marken. Häckningssäsongen sträcker sig från mars till september i Kalifornien, april–september i British Columbia och maj–september i Alaska.
Födan består av sill, tobisfiskar och andra små stimfiskar, vintertid även ryggradslösa djur. Den födosöker nära kusten i skyddade vatten, laguner och ibland i insjöar. Den rör sig normalt korta sträckor upp till 30 km för att hitta föda,, i undatagsfall upp till 250 km. Den ses oftast fördosöka i par. Individer i norra delen av utbredningsområdet kan röra sig söderut vintertid, troligen orsakat av födotillgång.

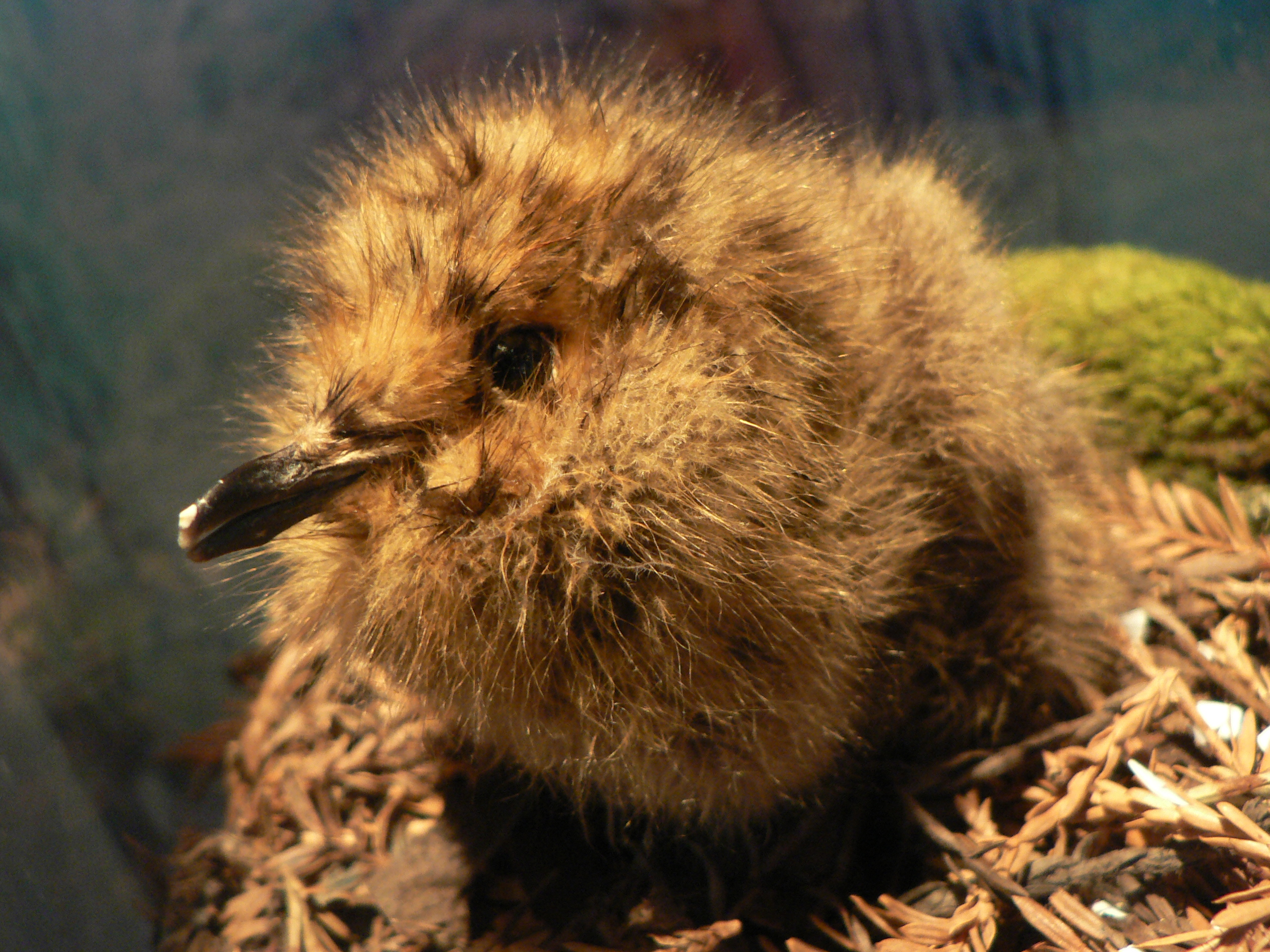
Unge marmoralka.

## Status
Marmoralkan är fortfarande en vanlig art med ett bestånd på mellan 240 000 och 280 000 vuxna individer, men tros minska mycket kraftigt i antal, framför allt i södra delen av utbredningsområdet. Internationella naturvårdsunionen IUCN kategoriserar därför arten som starkt hotad. Marmoralkan är utsatt för en lång rad hot om förlust av boplatser genom skogsavverkning, oljeutsläpp och störningar från människan. Den fastnar också i fiskenät och tillgången på föda minskar till följd av utfiskning och klimatförändringar.